# Untouchable (Girls Aloud)
Untouchable è il terzo singolo estratto dal quinto album di inediti del gruppo musicale pop britannico Girls Aloud, Out of Control.
Il singolo è stato pubblicato il 27 aprile 2009 dall'etichetta discografica Fascination, in concomitanza con la partenza del quinto tour del gruppo. Il singolo ha raggiunto l'undicesima posizione in classifica, rompendo la serie che durava dall'esordio del gruppo musicale; fino a questo singolo, infatti, tutti i precedenti singoli ufficiali sono sempre entrati nella top10 della classifica britannica.
La canzone, che nella versione del singolo è stata modificata e accorciata, è stata scritta da Miranda Cooper, Brian Higgins, Tim Powell e Matt Gray ed è stata prodotta dagli Xenomania e Brian Higgins, come tutte le pubblicazioni del gruppo.
Il singolo è stato pubblicato in varie edizioni in cui una era presente la b-side It's Your Dynamite.

## Tracce
UK CD
1. Untouchable (Radio Mix) — 3:49
2. It's Your Dynamite (Girls Aloud, Xenomania) — 4:21

UK 7" picture disc
1. Untouchable (Radio Mix) — 3:49
2. Love Is the Key (Thriller Jill Mix) (Girls Aloud, Cooper, Higgins, Powell) — 6:35

Digital download
1. Untouchable (Radio Mix) — 3:49
2. Untouchable (Bimbo Jones Radio Edit) — 3:46
3. Untouchable (Bimbo Jones Club Mix) — 6:04

iTunes download
1. Untouchable (Radio Mix) — 3:49
2. Untouchable (Album Version Edit) — 3:03
3. Untouchable (Bimbo Jones Club Mix) — 6:04

## Classifiche
| Classifica (2009) | Posizione raggiunta |
| ----------------- | ------------------- |
| Regno Unito       | 11                  |
| Irlanda           | 19                  |